# Мадаун
Мадаун (рос. Мадаун) — селище в Тенькинському районі Магаданської області.
Населення — 153 особи (2014).

## Географія
Географічні координати: 60°36' пн. ш. 150°41' сх. д. Часовий пояс — UTC+10.
Відстань до районного центру, селища Усть-Омчуг, становить 110 км, а до обласного центру — 154 км. Через селище протікає річка Магадавен.

## Історія
Назва селища походить від назви річки Магадавен (евен. Моӈадавэн — «житло з хмизу»), яка протікає поруч.

## Населення
Чисельність населення за роками:
| 2010 | 2014 |
| ---- | ---- |
| 216  | 153  |

За даними перепису населення 2010 року на території селища проживало 216 осіб. Частка чоловіків у населенні складала 49,1% або 106 осіб, жінок — 50,9% або 110 осіб.